# Street Fighter V
Das Videospiel Street Fighter V ist ein im Jahr 2016 erschienenes Fighting Game des Spieleherstellers Capcom. Street Fighter V ist die zweite Umsetzung der Street-Fighter-Reihe für PlayStation 4 und Windows.

## Veröffentlichung
Die erste offizielle Ankündigung des Titels erfolgte im Rahmen der Playstation Experience 2014 in Las Vegas. Aufgrund einer Partnerschaft zwischen Capcom und Sony Computer Entertainment wird das Spiel ausschließlich für die PlayStation 4 und Windows erscheinen. Das Spiel verwendet die Unreal Engine 4 und hat eine Cross-Platform-Funktion.

## Hintergrundgeschichte
Wie in den Vorgängerspielen bildet den Kern der Hintergrundgeschichte ein Turnier, bei dem die besten Kämpfer der Welt gegeneinander antreten. Im Vorfeld dieses Turniers verschwinden zahlreiche Kampfsportler und der Sponsor des Turniers, die Firma S.I.N., soll mit Shadaloo, der Verbrecherorganisation aus den Vorgängerspielen, in Verbindung stehen.
Die Hintergrundgeschichte wird in The ties that bind aus Sicht der Charaktere Ryu, Ken und Sakura, sowie Cammy, Chun-Li, Guile und Crimson Viper in einem parallelen Handlungsstrang dargestellt. Die beiden Handlungsstränge vereinigen sich gegen Ende und die Charaktere kämpfen gegen den Hauptgegenspieler Seth, den Chef von S.I.N. und wie sich herausstellt auch Mitarbeiter von Shadaloo.
Im Spiel dient die Hintergrundgeschichte als Roter Faden für den Arcade-Modus: Der Spieler bestreitet das Turnier aus Sicht der jeweiligen Charaktere. In Zwischensequenzen zu Beginn und nach Abschluss des Arcade-Modus werden die Rollen der Charaktere in der Geschichte bzw. ihre Beweggründe zur Teilnahme am Turnier beleuchtet.

## Spielkonzepte
Wie die anderen Teile der Reihe ist auch Street Fighter V ein klassisches Fighting Game. Der Spieler kann zwischen drei Spielmodi wählen: Neben dem bereits angesprochenen Arcade-Modus, bei dem man mehrere Gegner im Zuge der Hintergrundgeschichte des gewählten Charakters besiegen muss, gibt es einen Versus-Modus, bei dem der Spieler gegen einen menschlichen oder Computergegner antritt, sowie einen Herausforderungsmodus, bei dem der Spieler Aufgaben bewältigen muss, etwa das Durchführen bestimmter Schlagkombinationen oder das Besiegen möglichst vieler Gegner innerhalb eines Zeitlimits. Weiterhin existiert ein Trainingsmodus.

## Technik
Entgegen dem Trend zu fotorealistischer 3D-Grafik bleibt Street Fighter V der Linie der Serie treu und bietet einen comicartigen Grafikstil, aufgrund dessen die Spielfiguren weiterhin wie Sprites anmuten. Zudem finden sich im Grafikstil Ansätze von Cel-Shading.
Das Spiel ist dennoch in 3D programmiert, was sich in den Hintergrundgrafiken sowie den Animationen bestimmter Spezialattacken, bei denen wechselnde Kameraperspektiven eingesetzt werden, zeigt.

## Charaktere
Die Release-Version 1.01 des Spieles verfügte über 16 spielbare Charaktere. Darunter sind 7 „klassische“ Charaktere, die bereits 1991 in Street Fighter II auftauchten:
- Chun Li
- Dhalsim
- Ken
- Ryu
- Zangief
- M. Bison
- Vega

Hinzugekommen sind aus anderen Street-Fighter Titeln:
- R. Mika
- Cammy
- Nash
- Birdie
- Karin

Vier Charaktere haben ihr Debüt in der Street-Fighter-Reihe:
- Necalli
- F.a.n.g
- Rashid
- Laura

Im Laufe eines sogenannten Season-Passes kamen noch weitere 6 DLC-Charaktere hinzu:
- Alex
- Guile
- Ibuki
- Balrog
- Urien
- Juri

Im Laufe der zweiten Season sind weitere 6 DLC-Charaktere hinzukommen:
- Akuma
- Abigail
- Ed
- Kolin
- Menat
- Zeku

Im Laufe der dritten Season sind weitere 6 DLC-Charaktere hinzukommen:
- Blanka
- Cody
- Falke
- G
- Sagat
- Sakura

Im Laufe der vierten Season sind weitere 6 DLC-Charaktere hinzugekommen:
- Kage
- E. Honda
- Lucia
- Poison
- Gill
- Seth

## Rezeption
„Street Fighter V ist schlichtweg grandios!“